# Îles ABC (Alaska)
Pour l’article homonyme, voir Îles ABC.
Cet article concerne les îles ABC du Sud-Est de l'Alaska. Pour îles ABC des Antilles néerlandaises, voir Îles ABC (Antilles). Pour les homonymes, voir ABC.
Les îles ABC (ABC Islands) sont le nom collectif donné aux îles de l'Amirauté, Baranof et Chichagof dans le nord de l'archipel Alexandre dans l'Alaska du Sud-Est. 
Ces îles sont connues pour leur vie sauvage et la majeure partie de leur territoire sont des zones fédérales naturelles protégées.
Il y peu d'activité et de présence humaines sur ces îles, bien que l'île Baranof et l'île Chichagof soient parmi les plus grandes îles des États-Unis.